# Chelonus algiricus
Chelonus algiricus är en stekelart som först beskrevs av Vladimir Ivanovich Tobias 2001.  Chelonus algiricus ingår i släktet Chelonus och familjen bracksteklar. Inga underarter finns listade i Catalogue of Life.